# Wilhelm Launhardt

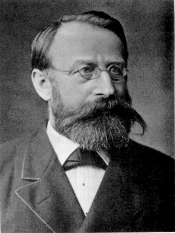
Wilhelm Launhardt

Wilhelm Launhardt (* 7. April 1832 in Hannover als Carl Wilhelm Friedrich Launhardt; † 14. Mai 1918 in Hannover) war ein deutscher Bauingenieur, Baubeamter, Verkehrswissenschaftler und Nationalökonom.

## Leben

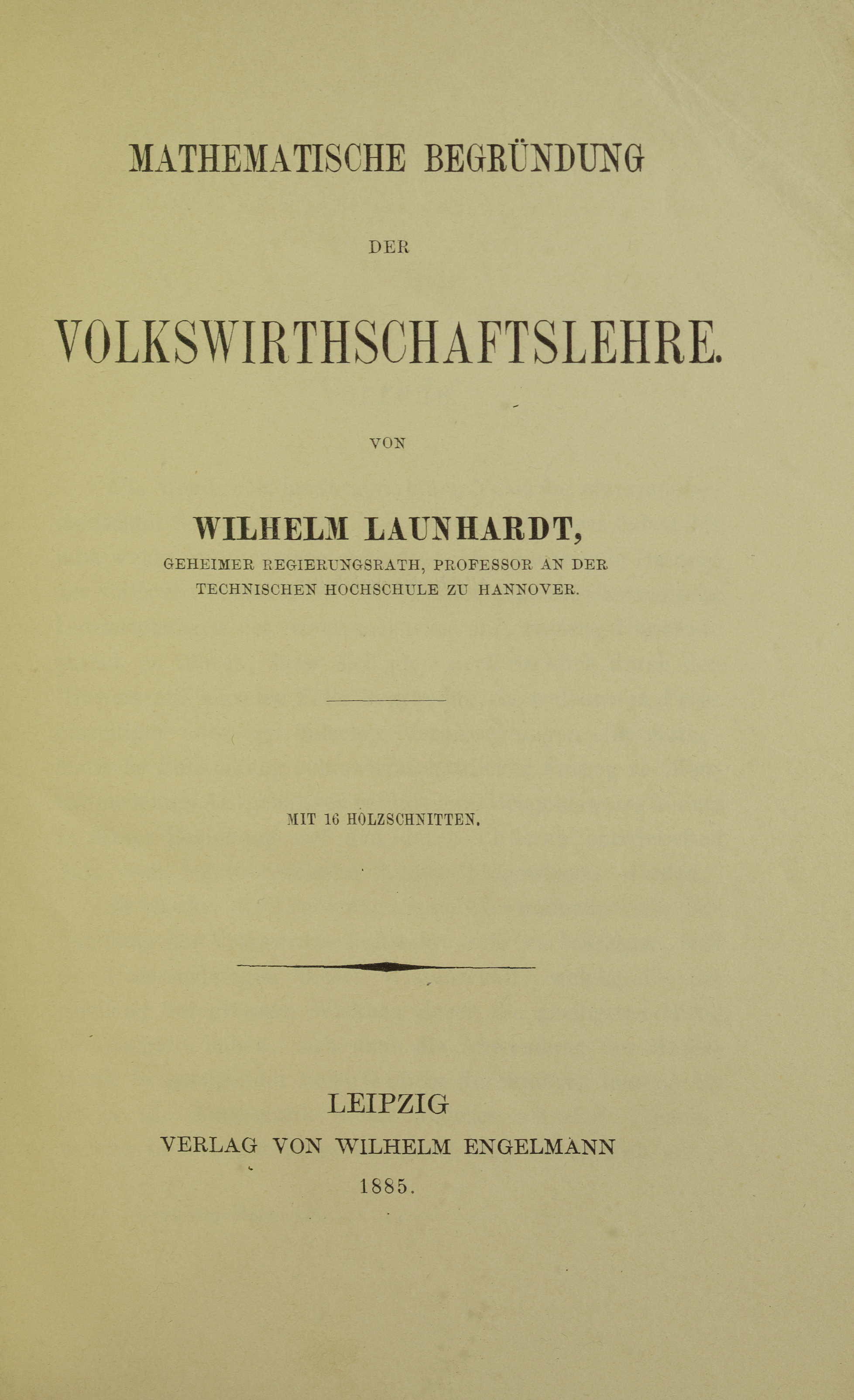
Mathematische Begründung der Volkswirtschaftslehre, 1885

Wilhelm Launhardt besuchte nach der höheren Bürgerschule die Realschule und ab 1848 die polytechnische Schule in Hannover. Hier war er Mitglied des P.G.V. (Polytechnischer-Gesangs-Verein). Er schloss 1859 mit der zweiten Staatsprüfung die Ausbildung zum Bauingenieur ab.
Zwischen 1854 und 1869 war er in der Staatsbauverwaltung des Königreich Hannovers beschäftigt. Danach war er beim Bau der Venlo-Hamburger Eisenbahn tätig.
Ebenfalls 1869 wurde Launhardt Lehrer für Straßen-, Eisenbahn- und Brückenbau am Polytechnikum Hannover. Im Jahr 1871 erhielt er den Titel eines Professors. Verschiedene Berufungen an andere Hochschulen lehnte Launhardt ab.
1872 wurde nach seinem Entwurf die Goethebrücke erbaut.
Ab 1875 war er Direktor des Polytechnikums und zwischen 1880 und dem 30. Juni 1886 erster Rektor der Technischen Hochschule Hannover.
Über seinen engeren Fachbereich hinaus gilt Launhardt als Begründer der technischen und wirtschaftlichen Verkehrswissenschaft. Seine Arbeiten beschäftigten sich mit praktischen Problemen wie auch mit mathematisch volkswirtschaftlichen Fragen.
Launhardt führte mathematische Modelle in Ökonomielehre ein. Im Jahr 1885 gelang ihm im Ansatz die Berechnung eines im Sinn des Terms-of-Trade-Effekts optimalen Zollsatzes.
In seinem Werk Mathematische Begründung der Volkswirtschaftslehre entwickelte er das Trichtermodell. Damit zeigte er, dass die Größe des Absatzgebietes eine Funktion des Preises ab Werk und der Höhe des Frachtsatzes. Ferner: Markt und Konkurrenz sind wegen der sich aus der geographischen Entfernung zwischen Anbieter und Kunden ergebenden Präferenz unvollkommen.
Launhardt war ab 1880 außerordentliches Mitglied der Akademie des Bauwesens in Berlin. Als Vertreter der TU Hannover war er ab 1898 Mitglied des preußischen Herrenhauses. Von der Technischen Hochschule Dresden erhielt er den Ehrendoktortitel.
An der wirtschaftswissenschaftlichen Fakultät der Gottfried Wilhelm Leibniz Universität Hannover werden Diplomanden mit herausragenden Ergebnissen mit dem Wilhelm-Launhardt-Preis ausgezeichnet.

## Schriften (Auswahl)
- The Theory of the Trace: Being a discussion of the principles of location, 1872.
- Die Königliche Technische Hochschule zu Hannover von 1831 bis 1881. Zur Jubelfeier des fünfzigjährigen Bestehens der Hochschule. Hannover 1881.
- Die Bestimmung des Zweckmässigsten Standortes einer Gewerblichen Anlage, Zeitschrift des Vereines Deutscher Ingenieure, 1882.
- Mathematische Begründung der Volkswirtschaftslehre, 1885.
- Theory of Network Planning, 1888.